# Thompson H. Murch

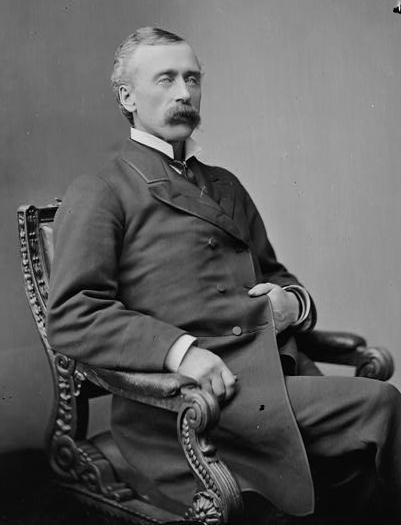
Thompson H. Murch

Thompson Henry Murch (* 29. März 1838 in Hampden, Maine; † 15. Dezember 1886 in Danvers, Massachusetts) war ein US-amerikanischer Politiker. Zwischen 1879 und 1883 vertrat er den Bundesstaat Maine im US-Repräsentantenhaus.

## Werdegang
Thompson Murch besuchte die öffentlichen Schulen seiner Heimat und verbrachte danach einige Jahre als Matrose auf See. Später erlernte er den Beruf des Steinmetzes. In diesem Beruf arbeitete er 18 Jahre lang. Im Jahr 1877 gab er die Fachzeitschrift "Granite Cutters International Journal" heraus. Zwischen 1877 und 1878 war er Sekretär der Granite Cutters‘ International Association of America. Murch war auch in der Gewerkschaftsbewegung aktiv.
Politisch schloss sich Murch der kurzlebigen Greenback Party an. 1878 wurde er als deren Kandidat im fünften Wahlbezirk von Maine in das US-Repräsentantenhaus in Washington, D.C. gewählt. Dort trat er am 4. März 1879 die Nachfolge von Eugene Hale an. Nach einer Wiederwahl im Jahr 1880 konnte er bis zum 3. März 1883 zwei Legislaturperioden im Kongress absolvieren. Im Jahr 1882 wurde sein Distrikt aufgelöst. Er bewarb sich erfolglos um eine Wiederwahl in einem anderen Bezirk.
Nach dem Ende seiner Zeit im US-Repräsentantenhaus wurde Thompson Murch im Handel tätig. Er starb am 15. Dezember 1886 in Danvers und wurde in Hampden beigesetzt.